# Гавриловка (Херсонская область)
Гаври́ловка (укр. Гаврилівка) — село в Новоалександровской сельской общине Бериславского района Херсонской области Украины.
Почтовый индекс — 74232. Телефонный код — 5533. Код КОАТУУ — 6524181001.

## Население
Население по переписи 2001 года составляло 1509 человек.

### Языковой состав
Родной язык населения по данным переписи 2001 года:
| Язык       | Численность, чел. | Доля     |
| ---------- | ----------------- | -------- |
| Украинский | 1 449             | 96,02 %  |
| Русский    | 56                | 3,71 %   |
| Другое     | 4                 | 0,27 %   |
| Итого      | 1 509             | 100,00 % |

## Известные уроженцы и жители
В селе родились:
- Эдуард фон Фальц-Фейн — общественный деятель Лихтенштейна, меценат.
- Иван Иванович Артёменко — советский археолог.

## Местный совет
74232, Херсонская обл., Нововоронцовский р-н, с. Гавриловка, ул. Кооперативная, 5